# Чуєва Валентина Іванівна
Валентина Іванівна Чуєва (нар. 29 вересня 1959, тепер Російська Федерація) — українська радянська діячка, фрезерувальниця виробничого об'єднання «Херсонський комбайновий завод імені Петровського». Депутат Верховної Ради УРСР 11-го скликання.

## Життєпис
Освіта середня.
З 1978 року — фрезерувальниця виробничого об'єднання «Херсонський комбайновий завод імені Петровського».
Потім — на пенсії в місті Херсоні Херсонської області.

## Нагороди
- ордени
- медалі